# Arçonnay
Arçonnay település Franciaországban, Sarthe megyében. Lakosainak száma 1897 fő (2022. január 1.). Arçonnay Saint-Germain-du-Corbéis, Alençon, Héloup, Bérus, Champfleur és Saint-Paterne - Le Chevain községekkel határos.

## Népesség
A település népességének változása:
| Lakosok száma | 1851 | 1848 | 2068 | 1844 | 1874 | 1899 | 1882 | 1890 | 1897 |
|               | 2013 | 2015 | 2016 | 2017 | 2018 | 2019 | 2020 | 2021 | 2022 |